# Budorcas taxicolor tibetana
Linh ngưu Tứ Xuyên (Danh pháp khoa học: Budorcas taxicolor tibetana) là một phân loài của loài linh ngưu. Chúng được tìm thấy chủ yếu ở vùng Tứ Xuyên thuộc Trung Quốc. Danh pháp Budorcas xuất phát từ thuật ngữ Hy Lạp bous có nghĩa là "bò" hoặc "con bò" và dorkas "linh dương"; taxicolor là thuật ngữ xuất phát từ tiếng Latin có nghĩa là "lửng" và màu sắc ("sắc") đề cập đến lửng giống như màu. Chúng đã được liệt kê là một loài dễ bị tổn hại, linh ngưu Tứ Xuyên có nguồn gốc ở Tây Tạng và các tỉnh Tứ Xuyên, Cam Túc và Tân Cương của Trung Quốc.

## Đặc điểm chung
Linh ngưu Tứ Xuyên có thể được phân biệt với các họ hàng gần gũi của nó là linh ngưu vàng nhờ màu lông của nó và những khác biệt khác về hình thái và môi trường sống. Chúng thường sử dụng so sánh với loài bò xạ hương Bắc Cực với nhiều điểm tương đồng. Những điểm giống nhau về mặt hình thái được cho là do quá trình tiến hóa hội tụ và không phải thông qua một tổ tiên chung. Có nghĩa là nhiều loài có tổ tiên khác nhau nhưng do quá trình thích nghi với môi trường sống, chúng đã tiến hóa thành những hình thái có ngoại hình tương tự nhau. Trình tự sắp xếp DNA gần đây đã tiết lộ rằng cừu là họ hàng gần với chúng (dê, dê rừng, cừu, bharal, cừu Barbary). 

### Mô tả chung
Chúng có ngoại hình to lớn và có một cái mõm giống như mõm nai sừng tấm, và với cái mũi dài này tạo cho chúng có một cái hốc xoang lớn dùng để sưởi ấm không khí khi hít thở trong điều kiện giá lạnh, giúp cho không khí vào cơ thể ấm lên mỗi một khi chúng hít vào, đồng thời giúp ngăn chặn sự thất thoát nhiệt của cơ thể bằng cách thở. Về mặt kích thước và tầm vóc, chúng có khoảng cùng kích thước như một con bò và rất hung dữ. Với cặp sừng giống như sừng của một con linh dương đầu bò, một cái mũi giống như một con nai sừng tấm, một cái đuôi giống như một con gấu, và một thân hình như một con bò rừng, chúng trông rất lớn, vạm vỡ.

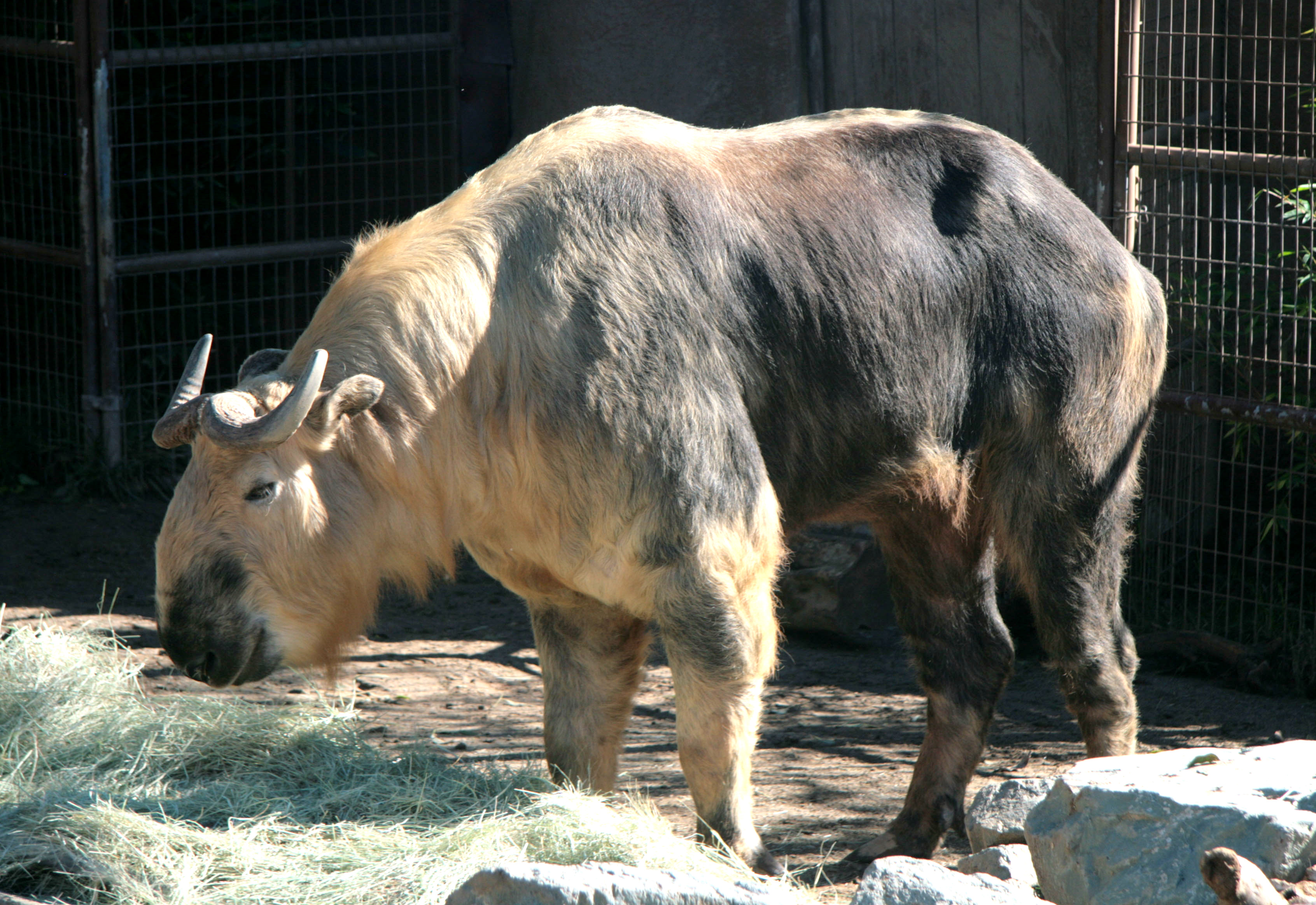
Một con linh ngưu Tứ Xuyên trưởng thành

Các ngón chân của chúng chia vó giúp chúng di chuyển dễ dàng trong môi trường sống của vùng núi với đầy vách đá chơi vơi. Chúng cũng có một mùi có mùi giống như một sự kết hợp kỳ lạ của mùi con ngựa và mùi xạ hương. Cả con đực và con cái đều có sừng màu đen, sừng có hình lưỡi liềm sáng bóng mà phát triển từ trung tâm của cái đầu lớn của chúng và có thể dài lên tới 35 inch (90 cm). Bộ lông của chúng có thể dao động từ 3 cm (1,2 in), trên hai bên của cơ thể trong mùa hè, lên đến 24 cm (9,4 in), trên mặt dưới của đầu vào mùa đông.

### Thích nghi
Linh ngưu Tứ Xuyên tiến hóa để có thể thích nghi giúp chúng giữ ấm và khô ráo trong cái lạnh buốt của mùa đông ở dãy núi Himalaya. Chúng được tiến hóa để thích nghi với điều kiện sống khắc nghiệt ở dãy Hy Mã Lạp Sơn, chúng có bộ lông giày để giữ ấm và khô trong mùa đông ở các vùng núi Himalaya mà chúng đang sinh sống. Một lớp lông dày kèm theo trong đó là lớp lông thứ cấp được bao trùm lên toàn bộ cơ thể để tránh cái giá lạnh. Mặc dù chúng không có tuyến da nhưng da có tiết ra một chất dầu cung cấp một lớp bảo vệ nước cho chúng từ các yếu tố ngoại cảnh, tuyến da, da tiết ra một chất, chất đắng nhờn hoạt động như một chiếc áo mưa tự nhiên trong các cơn bão và sương mù để tránh thấm nước vào trong lớp lông.

### Tầm vóc
Chúng cùng với là bò xạ hương là những loài lớn nhất của phân họ caprinae, gồm dê, cừu và các loài tương tự. Chân ngắn, móng hai ngón. Cơ thể chắc nịch và ngực sâu. Con đực đầu đàn được có mũi dài, cong, và sừng chắc và có thể đạt tới 64 cm (25 in) chiều dài. Cả hai giới đều có sừng nhỏ mà chạy song song với hộp sọ. Chiều dài của chúng là từ 5-7,3 feet (1,5m-2,2 m). Chiều cao đến vai từ 3,3-4,5 feet (1m-1,4 m) Trọng lượng của con cái lên đến 616 pound (280 kg), con đực nặng tới 770 pound (350 kg). Trọng lượng nghé lúc sơ sinh từ 11-15 pound (5kg–7 kg).
Linh ngưu có chiều cao khi đứng từ 97cm–140 cm (38in–55 in) tính đến vai và tương đối ngắn với chiều dài 160cm–220 cm (63in–87 in) đối với chiều dài đầu và thân. Đuôi chỉ dài thêm một khoảng từ 12-21,6 cm (4,7-8,5 in). Trọng lượng khá nặng. Theo hầu hết các báo cáo, các con đực lớn hơn một chút, báo cáo cân nặng 300–350 kg (660-770 lb) so với 250–300 kg (550-660 lb) ở con cái. Tuổi thọ của chúng trong tự nhiên từ 16-18 năm và có thể lên đến 20 năm trong các vườn thú.

## Sinh thái học

### Tập tính sống
Linh ngưu Tứ Xuyên sinh sống tại các khu rừng tre dày đặc giống như gấu trúc lớn. Linh ngưu Tứ Xuyên sống trong các bầy đàn có thể lên đến 30 cá thể. Mặc dù chúng có tầm vóc to lớn, chắc nịch và di chuyển tương đối chậm, Linh ngưu Tứ Xuyên được coi là khá nhanh nhẹn và linh hoạt ở các sườn dốc hiểm trở. Việc dường như không thể tiếp cận môi trường sống miền núi của Linh ngưu Tứ Xuyên có nghĩa rằng có rất ít thông tin về hành vi và sinh thái học của loài này, cụ thể về sự phân bố và quy mô dân số.

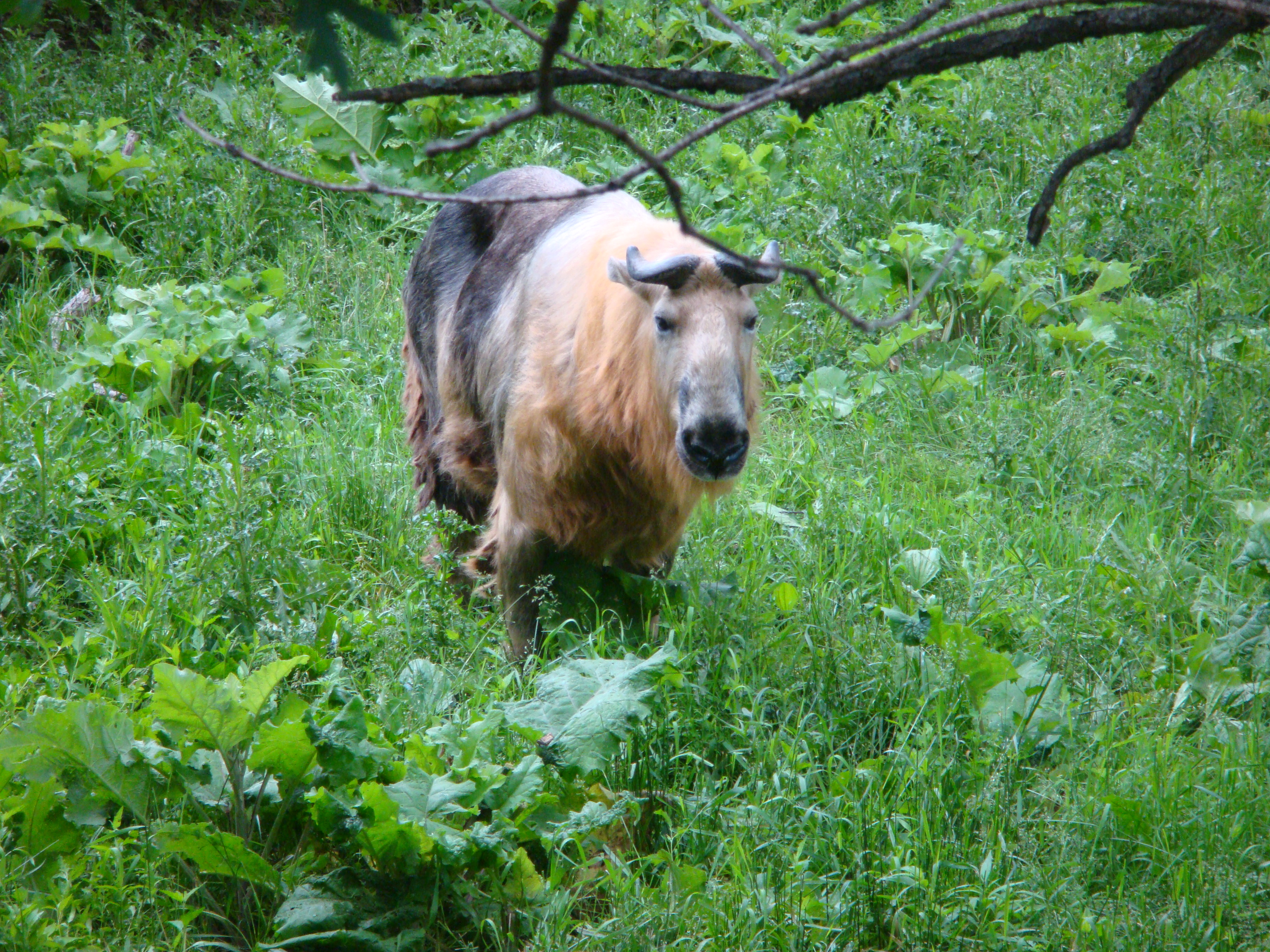
Một con linh ngưu

Vào mùa xuân, chúng tụ tập thành các đàn lớn và di chuyển lên núi có độ cao trên 14.000 feet (4.300 mét). Là phương pháp tiếp cận với thời tiết lạnh và khi nguồn thức ăn trở nên khan hiếm thì chúng di chuyển xuống vùng thung lũng có cây cối rậm rạp. Khi chúng di chuyển lên, xuống, hoặc qua những rặng núi, chúng sử dụng các tuyến đường tương tự, tận dụng những con đường sẵn có. Điều này tạo ra một loạt các đường mòn xuyên qua những đám cây dày đặc của tre và đỗ quyên dẫn đến việc liếm muối tự nhiên của chúng và các khu vực chăn thả gia súc. Chúng được tìm thấy từ thung lũng rậm để đá, khu núi cỏ bao phủ, ở độ cao từ 1.000 đến 4.500 m trên mực nước biển
Do có một cơ thể đồ sộ và đầy sức mạnh, kết hợp với cặp sừng ấn tượng, chúng chỉ có vài kẻ thù trong tự nhiên như gấu, chó sói, báo và sói đỏ. Chúng di chuyển nói chung là chậm nhưng có thể phản ứng một cách nhanh chóng nếu tức giận hay sợ hãi. Khi cần thiết, chúng thể nhảy từ mỏm đá này sang mỏm đá khác (điều mà các loài trâu, bò không làm được). Nếu chúng cảm thấy nguy hiểm, chúng sẽ ra cảnh báo những con khác với một cái "ho" lớn mà đánh động cho đàn chạy trong những bụi cây thấp rậm rạp, nơi chúng có thể nằm xuống để tránh bị nhìn thấy. Chúng đôi khi cũng có thể cất lên một tiếng rống khá đáng sợ với cái miệng mở, lưỡi thè ra.
Đối với hầu hết các phần cơ thể, chúng là khá yên lặng, nhưng chúng làm ra một số tiếng động thú vị, từ khịt mũi đến các vùng sâu, giống kèn và còi to ra khỏi cái mũi ấn tượng. Một âm thanh ợ giọng cổ có nghĩa là chúng sẽ muốn một cái gì đó. Một tiếng động sâu mà âm thanh như "whup" là một cảnh báo hoặc để khẳng định sự thống trị. Một con mẹ có thể gọi để con nghé của mình với một âm thanh the thé, và con đực có thể gây ra một tiếng rống một vang dội, dưới giọng cổ trong khi chiến đấu với những con đực khác. Một tiếng ho sẽ báo hiệu cho cả đàn chạy trốn khỏi nguy hiểm.
Chúng cũng có thể truyền đạt thông tin bằng cách sử dụng một loạt các tư thế, điệu bộ của cơ thể. Những mô thức cơ thể cũng là một cách quan trọng giúp chúng giao tiếp với nhau. Ví dụ, một con đực cho thấy sự thống trị với một tư thế thẳng đứng và một cổ ngẩng lên cùng cái cằm chìa ra. Chúng cũng có thể phơi bày vị trí cơ thể của mình sang một bên để những con khác để nhấn mạnh kích thước. Một con chúng ra tín hiệu gây hấn với tư thế đầu thấp xuống, giữ cổ nó ngang và cứng nhắc, với cái đầu và sừng nối sang một bên. Một đầu hạ xuống, một lại cong, thở mạnh, và đầu đâm thường kèm theo ánh mắt nhìn kéo dài giữa các cá thể.

### Tập tính ăn

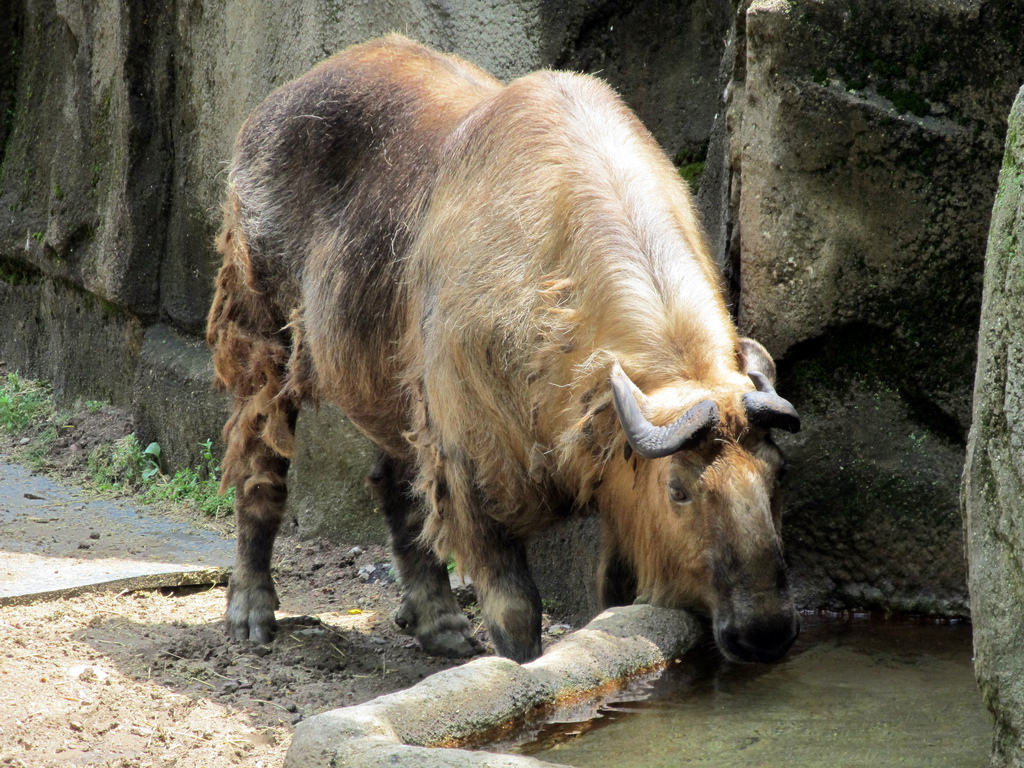
Linh ngưu Tứ Xuyên cần nước và liếm muối đá để bổ sung khoáng chất

Chúng ăn nhiều loại cây trồng và cây xanh trên núi cao và lá rụng. Khi nói đến việc ăn uống, chúng nhai trên hầu hết các thảm thực vật trong tầm với. Bao gồm các lá cứng của đỗ quyên thường xanh và cây sồi, cây liễu và vỏ cây thông, lá tre, và một loạt các lá mới mọc và thảo dược. Chúng có thể dễ dàng đứng trên hai chân sau, chân trước tựa vào một thân cây, để với tới thảm thực vật cao hơn nếu chúng cần (đây cũng là một điểm khác biệt nữa so với trâu, bò). Nếu lá ngon nhất là ngoài tầm với, chúng đôi khi đã được biết đến sử dụng các bộ phận sừng của chúng để thúc đẩy hơn cây nhỏ để mang lại những lá gần hơn.
Giống như bò và cừu, chúng là động vật nhai lại và nuốt đưa thức ăn vào dạ dày đầu tiên, dạ cỏ, khi chúng lần đầu tiên nuốt nó. Vi khuẩn trong dạ cỏ giúp tiêu hóa các hạt rất nhỏ của thực phẩm. Hạt lớn đi vào một buồng thứ hai mà các hạt, gọi là cud, trở lại vào miệng để được nhai thành từng miếng nhỏ, đủ để được tiêu hóa đúng cách. Chúng ăn vào buổi sáng sớm và chiều tối, ăn cỏ trên một loạt các lá và cỏ, cũng như măng tre và hoa. Muối cũng là một phần quan trọng của chế độ ăn của chúng, và các nhóm có thể ở tại một trữ lượng khoáng sản trong nhiều ngày mà không rời đi.

### Thiên địch
Do sự chồng chéo trong phạm vi sinh sống với nhiều loài săn mồi tiềm năng trong tự nhiên bao gồm gấu đen châu Á và báo hoa mai, và (hiếm thấy hơn) là cọp, sói xám, báo tuyết, và sói đỏ. Cả gấu và chó sói đã được báo cáo thường sẽ săn linh ngưu khi có thể do tính chất cơ hội của những kẻ săn mồi này. Tuy nhiên, loài động vật ăn thịt tự nhiên duy nhất được xác nhận của chúng là chính là báo tuyết, mặc dù những con đực trưởng thành thường không bị săn đuổi (do kích thước của chúng) từ những kẻ săn mồi.
Kẻ thù chính của linh ngưu là con người, những người săn chúng để lấy thịt (chủ yếu bởi người dân địa phương), và để lấy những tấm da. Con người từ lâu đã lợi dụng những vị trí mà chúng liếm muối, nơi chúng có thể bị dễ dàng dồn vào chân tường và bị giết chết. Mặc dù được coi là một bảo vật quốc gia của Trung Quốc với sự bảo vệ pháp lý cao nhất, nhưng Linh ngưu Tứ Xuyên đang bị đe dọa bởi nạn săn bắt liên tục và việc bị mất môi trường sống.
Nhu cầu cao nhất đối với loài này là những kiến thức khoa học hơn nữa để cho phép sản xuất một kế hoạch bảo tồn và quản lý lâu dài một cách hợp lệ. Các mối đe dọa chính đối với sự tồn tại của nó bao gồm săn bắn bằng cách săn để lấy thực phẩm và thú vui tiêu khiển. Điều này đã dẫn đến sự suy giảm của chúng trong môi trường hoang dã. Một số lượng đáng tin cậy của các loài chưa được thực hiện đầy đủ, nhưng nó có thể đã gián tiếp được hưởng lợi từ sự bảo vệ đối xử dành cho gấu trúc khổng lồ và các loài khác.

## Sinh sản
Mặc dù những con đực lớn tuổi vẫn có thể sống cô độc. Vào mùa hè, những đàn lên đến 300 cá thể tập hợp trên sườn núi. Quá trình giao phối diễn ra trong tháng Bảy và tháng Tám. Con đực trưởng thành cạnh tranh để giành quyền giao phối, và cả hai giới xuất hiện để sử dụng mùi nước tiểu của chính mình để đánh dấu lẫn nhau. Chúng vốn là loài động vật sống đơn độc do đó những con trong đàn thường chỉ sống với nhau trong thời gian ngắn. Chúng rống to để thu hút con bò khác và thông báo về sự hiện diện của chúng.
Chúng có thể tìm ra nhau bằng cách theo dõi mùi hương của nhau. Khi chúng gặp nhau, con đực sẽ ngửi và liếm vào con cái để xác định xem con cái có chấp nhận quan hệ. Hương thơm của làn da chúng khác hoặc nước tiểu. Đặc biệt, nồng độ pheromone trong nước tiểu của một chúng có thể phô bày trạng thái tình dục và bản sắc của từng cá thể. Để tăng cường loại hình thức giao tiếp này, một con đực phun nước lên chân trước, ngực, và khuôn mặt bằng nước tiểu. Một con cái thấm cái đuôi của nó khi nó đi tiểu. Thời gian mang thai của con cái từ 6-7 tháng, mỗi lứa chúng sinh một con non (hiếm hơn là hai con). Tuổi trưởng thành và đủ khả năng sinh sản của chúng là 2 năm.
Những con linh ngưu cái làm mẹ thường tìm ra vùng cây rậm rạp để cho ra đời một đứa con duy nhất vào đầu mùa xuân (cặp song sinh là rất hiếm). Trong thời hạn ba ngày kể từ ngày ra đời của nó, một con linh ngưu non có thể theo mẹ của mình thông qua hầu hết các loại địa hình. Điều này là rất quan trọng để bảo vệ con non nếu có gấu hay chó sói đang ở gần đó hoặc nếu đàn cần phải đi một quãng đường dài để tìm thức ăn. Nếu một con non bị tách khỏi mẹ của mình trong hai tuần đầu tiên, nó sẽ kêu một tiếng ồn hoảng loạn nghe như một con sư tử non. Con mẹ sẽ gọi trả lời ở mức thấp để mang những con non lạc loài này trở lại với nó.
Khi sinh ra, những con non thường có màu tối để tạo cho chúng sự ngụy trang khỏi các kẻ thù với một vạch đen dọc theo lưng và sẽ biến mất khi bước vào giai đoạn trưởng thành. Con non sẽ bắt đầu ăn thức ăn rắn và dừng cho con bú khi nó khoảng hai tháng tuổi, mặc dù nó có thể tiếp tục ở cạnh mẹ cho đến khi sau khi con cái sinh lứa tiếp theo tiếp theo của nó được sinh ra. Sừng bắt đầu phát triển khi các con non khoảng sáu tháng tuổi.